# Эшенбах-ин-дер-Оберпфальц
Эшенбах-ин-дер-Оберпфальц (нем. Eschenbach in der Oberpfalz) — город и городская община в Германии, в земле Бавария.
Подчинён административному округу Верхний Пфальц. Входит в состав района Нойштадт-ан-дер-Вальднаб. Подчиняется административному сообществу Эшенбах-ин-дер-Оберпфальц. Население составляет 4160 человек (на 31 декабря 2010 года). Занимает площадь 35,16 км². Официальный код — 09 3 74 117.
Город подразделяется на 16 городских районов.

## Население
По оценке на 31 декабря 2015 года население общины Эшенбах-ин-дер-Оберпфальц составляет 3948 чел. 

| Дата      | 1840 | 1871 | 1900 | 1925 | 1939 | 1950 | 1961 | 1970 | 1987 | 2011 |
| --------- | ---- | ---- | ---- | ---- | ---- | ---- | ---- | ---- | ---- | ---- |
| Население | 2130 | 2001 | 1816 | 1969 | 2090 | 3275 | 3242 | 3771 | 3657 | 4042 |

| Год       | 1960 | 1970 | 1980 | 1990 | 2000 | 2009 | 2010 | 2011 | 2012 | 2013 | 2014 | 2015 |
| --------- | ---- | ---- | ---- | ---- | ---- | ---- | ---- | ---- | ---- | ---- | ---- | ---- |
| Население | 3254 | 3792 | 3966 | 3737 | 3913 | 4178 | 4160 | 3994 | 3916 | 3877 | 3838 | 3948 |